# 纳瓦特哈雷斯
纳瓦特哈雷斯，是西班牙卡斯蒂利亚-莱昂阿维拉省的一个市镇。 总面积11km2, 总人口80人（2001年），人口密度7人/km2。